# Atentado de Zarauz de 1980
El atentado de Zarauz fue un ataque perpetrado con armas de fuego el 3 de noviembre de 1980 por la organización terrorista ETA en Zarauz –en euskera y oficialmente Zarautz–, tomando como objetivo a un grupo de agentes de la Agrupación de Tráfico de la Guardia Civil, fuera de servicio, que estaban disfrutando de su tiempo de ocio en un bar de la localidad guipuzcoana. Cinco personas resultaron asesinadas en el que fuera el segundo atentado más mortífero de 1980, año en el que ETA causó más muertes que en ningún otro.

## Contexto
Antes de noviembre de 1980, Zarauz había sido ya escenario de dos atentados de ETA, que dejaron dos víctimas mortales: en el primero, el 18 de octubre de 1975, un guardia civil pasó a ser la última persona asesinada por la organización durante la dictadura de Francisco Franco; en el segundo, el 5 de julio de 1978, perdió la vida un civil.
Los antecedentes inmediatos del siguiente atentado fueron las manifestaciones en San Sebastián que, convocadas por los principales partidos políticos del País Vasco, reunieron a 15 000 personas en una concentración «contra el terrorismo y por la paz». Estas protestas fueron organizadas en respuesta a un aumento de la violencia política, y en particular en repulsa del asesinato por militantes de ETA de Juan de Dios Doval Mateo, profesor universitario y miembro del Comité Ejecutivo de Guipúzcoa de la Unión de Centro Democrático –en aquel momento el partido responsable del Gobierno de España–.

## El atentado
Según los testimonios recopilados durante el proceso judicial a un miembro de ETA que tuvo lugar después de los hechos, los terroristas encargaron a uno de sus comandos la vigilancia de las idas y venidas de los agentes de la Guardia Civil en torno al bar Haizea de Zarauz.
El tiroteo ocurrió poco antes de la medianoche. Cinco jóvenes que trabajaban como guardias civiles en la Agrupación de Tráfico local, y que en aquel momento estaban fuera de servicio, se encontraban jugando en una máquina de arcade mientras realizaban una consumición en el mencionado bar junto a un mínimo de 20 personas más. Fue entonces cuando dos individuos armados con ametralladoras entraron en el local y, después de gritar la consigna «gora ETA» en apoyo de la banda, abrieron fuego contra los guardias civiles. El atentado duró menos de diez segundos, tiempo en el que murieron cuatro guardias –Ángel Retamar, Arturo López, Julio Cantillejo y Modesto García Lorenzo– y otro –Nicolás Martín Maestro, de 26 años– resultó malherido. Dos camareros y otros tres clientes del establecimiento recibieron también disparos durante el tiroteo, falleciendo uno de los clientes –Miguel Lasa, un peluquero que salía en ese momento del cuarto de baño– a la mañana siguiente, después de haber recibido impactos en la cabeza y la garganta. Los atacantes se dieron a la fuga en un Renault 18, conducido por un cómplice. Otros tres militantes estuvieron involucrados en la acción, colaborando con la huida de los participantes.

## Reacciones y juicios
En respuesta al atentado, 3000 personas acudieron al día siguiente al llamamiento a manifestarse contra la violencia de ETA, mientras la corporación municipal aprobaba una moción de condena. Los dos concejales de Herri Batasuna, el partido considerado brazo político de ETA, se abstuvieron. Sin embargo, ambos declararon su rechazo a los asesinatos a título personal, y uno de ellos abandonó el partido en señal de protesta.
El 17 de marzo de 1988, Juan María Tapia Irujo fue sentenciado a 66 años de prisión por su participación en los hechos. El testimonio de Tapia involucró a José Javier Zabaleta Elósegui, alias «Baldo», quien fue condenado a 200 años de privación de libertad por su participación y autoría del tiroteo. Un recurso presentado contra la sentencia de «Baldo» fue rechazado en 2003.